# Biatlon la Jocurile Olimpice de iarnă din 2022 - ștafetă (mixt)

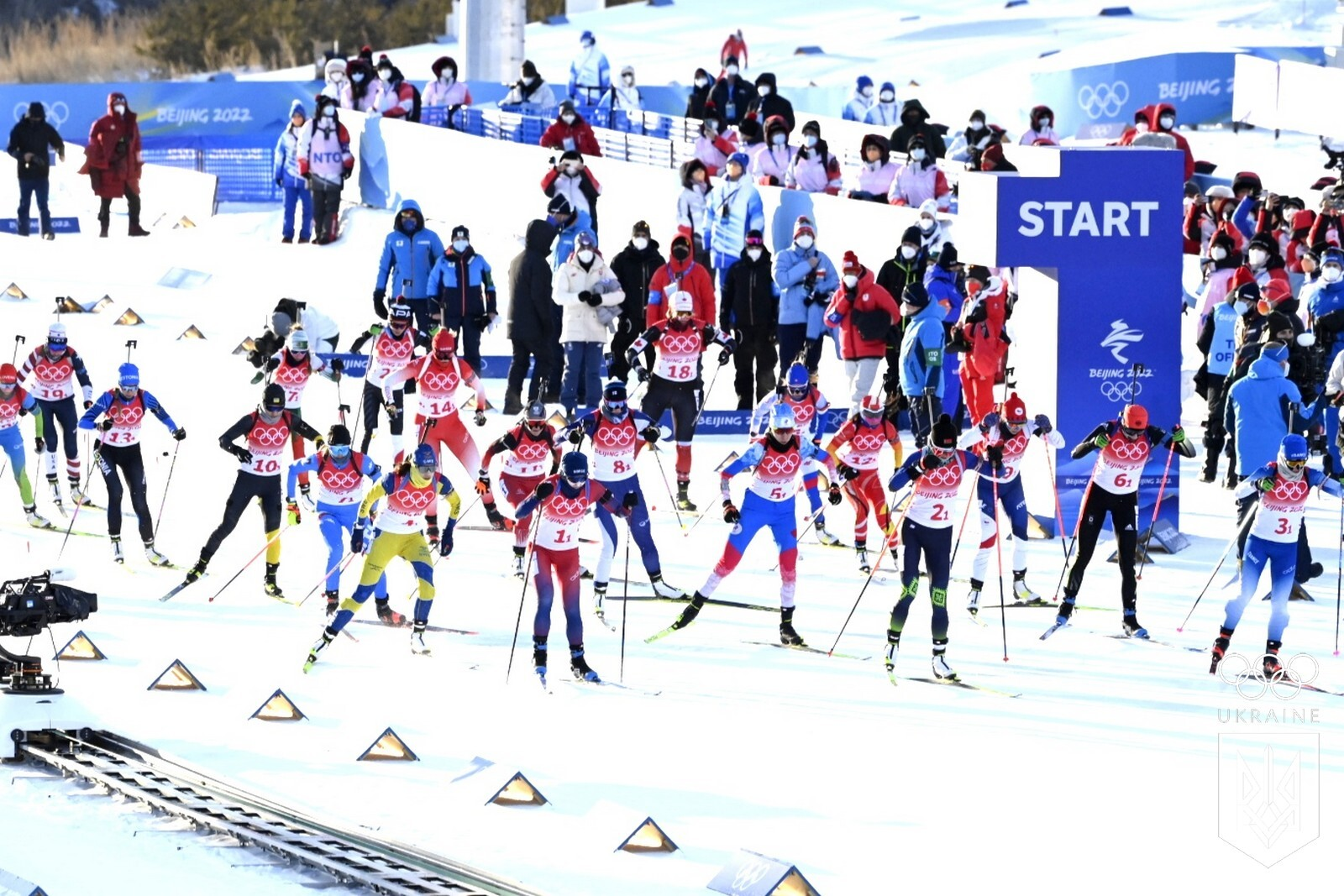
Startul

Proba de biatlon ștafetă mixt de la Jocurile Olimpice de iarnă din 2022 de la Beijing, China a avut loc pe 5 februarie 2022 la Hualindong Ski Resort în districtul Yanqing.

## Program
Orele sunt orele Chinei (ora României + 6 ore).
| Dată        | Ora         | Rundă  |
| ----------- | ----------- | ------ |
| 5 februarie | 17:00–18:30 | Finală |

## Rezultate
Rezultatele oficiale.
| Loc | Nr. de concurs | Țară                                                                                        | Timp                                      | Penalități (P+S)                         | Diferență |
| --- | -------------- | ------------------------------------------------------------------------------------------- | ----------------------------------------- | ---------------------------------------- | --------- |
| 1   | 1              | Norvegia · Marte Olsbu Røiseland · Tiril Eckhoff · Tarjei Bø · Johannes Thingnes Bø         | 1:06:45,6 17:18,6 19:12,6 15:31,1 14:43,3 | 1+6 2+7 0+1 0+0 1+3 2+3 0+0 0+3 0+2 0+1  |           |
| 2   | 3              | Franța · Anaïs Chevalier-Bouchet · Julia Simon · Émilien Jacquelin · Quentin Fillon Maillet | 1:06:46,5 18:43,7 17:17,7 15:56,3 14:48,8 | 0+5 3+6 0+2 1+3 0+2 0+0 0+0 2+3 0+1 0+0  | +0,9      |
| 3   | 5              | COR Uliana Nigmatullina Kristina Reztsova Alexander Loginov Eduard Latîpov                  | 1:06:47,1 18:16,0 18:46,1 14:38,3 15:06,7 | 0+4 1+9 0+2 0+3 0+1 1+3 0+0 0+2 0+1 0+1  | +1,5      |
| 4   | 4              | Suedia · Hanna Öberg · Elvira Öberg · Martin Ponsiluoma · Sebastian Samuelsson              | 1:07:26,6 18:02,6 18:13,8 15:41,1 15:29,1 | 0+7 0+6 0+2 0+1 0+3 0+2 0+0 0+3 0+2 0+0  | +41,0     |
| 5   | 6              | Germania · Vanessa Voigt · Denise Herrmann · Benedikt Doll · Philipp Nawrath                | 1:07:51,1 19:37,1 18:00,0 15:23,0 14:51,0 | 1+10 1+8 1+3 1+3 0+3 0+3 0+3 0+1 0+1 0+1 | +1:05,5   |
| 6   | 2              | Belarus · Dzinara Alimbekava · Hanna Sola · Mikita Labastau · Anton Smolski                 | 1:08:00,2 17:49,8 19:05,0 15:32,8 15:32,6 | 0+6 2+8 0+1 0+1 0+3 2+3 0+0 0+2 0+2 0+2  | +1:14,6   |
| 7   | 19             | Statele Unite ale Americii · Susan Dunklee · Clare Egan · Sean Doherty · Paul Schommer      | 1:08:58,3 18:52,3 17:38,8 15:27,8 16:59,4 | 1+8 0+4 0+3 0+2 0+1 0+0 1+3 0+2          | +2:12,7   |
| 8   | 14             | Elveția · Amy Baserga · Lena Häcki · Benjamin Weger · Sebastian Stalder                     | 1:09:06,0 18:39,9 18:44,0 15:23,8 16:18,3 | 2+6 0+5 1+3 0+1 0+0 0+1 0+0 0+2          | +2:20,4   |
| 9   | 7              | Italia · Lisa Vittozzi · Dorothea Wierer · Thomas Bormolini · Lukas Hofer                   | 1:09:25,3 17:35,3 18:30,2 16:23,0 16:56,8 | 0+4 2+10 0+0 0+1 0+1 0+3 0+0 1+3 0+3 1+3 | +2:39,7   |
| 10  | 11             | Austria · Julia Schwaiger · Lisa Theresa Hauser · Simon Eder · Felix Leitner                | 1:09:44,2 19:25,7 18:41,6 15:49,8 15:47,1 | 1+6 1+7 0+2 1+3 1+3 0+0 0+1 0+3 0+0 0+1  | +2:58,6   |
| 11  | 8              | Finlanda · Suvi Minkkinen · Mari Eder · Tero Seppälä · Olli Hiidensalo                      | 1:10:06,7 19:24,1 18:14,2 15:12,5 17:15,9 | 1+6 0+6 0+0 0+0 0+2 0+3 0+1 0+0 1+3 0+3  | +3:21,1   |
| 12  | 9              | Cehia · Jessica Jislová · Markéta Davidová · Mikuláš Karlík · Michal Krčmář                 | 1:10:20,2 18:40,2 18:44,1 17:11,7 15:44,2 | 2+7 1+10 0+3 0+2 0+0 0+3 2+3 1+3 0+1 0+2 | +3:34,6   |
| 13  | 10             | Ucraina · Valentina Semerenko · Iulia Djima · Artem Prîma · Dmitro Pidrușnîi                | 1:10:21,7 20:46,4 17:50,2 15:45,1 16:00,0 | 3+9 1+6 2+3 1+3 0+0 0+2 0+3 0+1 1+3 0+0  | +3:36,1   |
| 14  | 18             | Canada · Sarah Beaudry · Emma Lunder · Christian Gow · Scott Gow                            | 1:11:12,4 19:48,9 18:48,1 16:30,5 16:04,9 | 0+5 3+12 0+1 0+3 0+3 2+3 0+0 1+3         | +4:26,8   |
| 15  | 12             | China · Meng Fanqi · Chu Yuanmeng · Yan Xingyuan · Cheng Fangming                           | 1:11:28,1 19:15,9 19:46,1 16:20,4 16:05,7 | 0+3 0+9 0+0 0+3 0+3 0+2 0+0 0+2          | +4:42,5   |
| 16  | 13             | Estonia · Regina Oja · Tuuli Tomingas · Rene Zahkna · Kristo Siimer                         | 1:11:56,5 18:50,6 19:19,0 16:13,1 17:33,8 | 0+8 1+6 0+3 0+1 0+0 1+3 0+2 0+0 0+3 0+2  | +5:10,9   |
| 17  | 15             | Slovacia · Ivona Fialková · Paulína Fialková · Michal Šíma · Tomáš Sklenárik                | 1 Tur 19:59,3 19:45,2 0                   | 3+3 0+3 1+3 0+1 5+3                      | +9:59,7   |
| 18  | 20             | Japonia · Fuyuko Tachizaki · Sari Maeda · Tsukasa Kobonoki · Kosuke Ozaki                   | 1 Tur 19:53,9 0                           | 0+3 0+3 0+2 3+3                          | +9:59,7   |
| 19  | 17             | Bulgaria · Milena Todorova · Maria Zdravkova · Vladimir Iliev · Dimitar Gerdzhikov          | 1 Tur 19:38,6 0                           | 0+2 1+3 0+1 2+3                          | +9:59,8   |
| 20  | 16             | Slovenia · Polona Klemenčič · Živa Klemenčič · Jakov Fak · Miha Dovžan                      | 1 Tur 19:15,0 0                           | 0+1 0+3 3+3 1+3                          | +9:59,9   |